# Ochánduri
Ochánduri – gmina w Hiszpanii, w prowincji La Rioja, w La Rioja, o powierzchni 11,72 km². W 2011 roku gmina liczyła 109 mieszkańców.